# Wieże Fabryk
Wieże Fabryk – polski zespół cold wave powstały w czerwcu 2000 roku w Łodzi, założony przez Adama Studzińskiego, Krzysztofa Trzewikowskiego, Tomasza Kaczkowskiego oraz Cezarego Wielesika.

## Skład
- Adam Studziński – gitara
- Krzysztof Trzewikowski – perkusja
- Tomasz Kaczkowski – wokal
- Adam Sitarek – gitara basowa

## Dyskografia[2][3]

### Albumy studyjne
- Wieże Fabryk (2001, demo; reedycja na LP w 2012 i na CD 2023)
- Dym (2010, LP)
- Tanzkommando Untergang/Kłęby Dymu (2012, split z Tanzkommando Untergang) (LP)
- Cel I Światło (2013, LP)
- Doskonały Świat (2023)[4]

### Bootlegi
- Kopalnia 2001 (2001)
- Koncert Aurora (2007)
- Live From Outside Fest (2018)

### Teledyski
- „Litzmannstadt” – realizacja; Łukasz Pietrzak, Kuba Szczapiński
- „Tak dobre” – realizacja: Kuba Szczapiński
- „Wojna” – realizacja: Kuba Szczapiński
- „Kosmos” – realizacja: Łukasz Pietrzak
- „Psy” – realizacja: Kuba Szczapiński
- „Front” – realizacja: Kuba Szczapiński